# DevOps
DevOps (идва от думите development и operations) – методология за разработка на софтуер, насочена към взаимодействие и интеграция на специалистите по разработка на програмни продукти и специалистите по информационни технологии. На практика методологията DevOps се появява като отговор на взаимната зависимост между разработката и експлоатацията на софтуер. Целта на DevOps е да помогне на организациите по-бързо да разработват и внедряват програмни продукти и услуги.
DevOps улеснява създаването на програмно осигуряване, като стандартизира и оптимизира средата за разработка, внедрявайки автоматизация, интеграция и непрекъсната доставка, което ускорява процесите и подобрява сътрудничеството между екипите.